# Museo de Arte Contemporáneo de Ibiza
El Museo de Arte Contemporáneo de Ibiza, también conocido como MACI se inauguró en 1964. Abrió sus puertas de nuevo el 27 de abril de 2012, después de haber estado cerrado durante más de 5 años para remodelarlo. Está ubicado en la Ronda Narcís Puget, s / n, de Ibiza. Su titularidad es municipal y gestiona mediante un patronato.

## Edificio
El museo está ubicado en un edificio que data de 1727, situado en la zona de Dalt Vila. Tras la remodelación, el museo dispone de 3 alturas, una planta baja y dos plantas subterráneas. Dispone de un salón de actos, una tienda y un centro de lectura y documentación.

## Historia
La creación del museo está relacionada con la Bienal de Ibiza, creada en 1964. Entre 1976 y 1979 Marie-Claire Uberquoi en fue su directora artística.
Entre 2007 y 2012 el museo estuvo cerrado para ampliar y remodelar el espacio. El coste de las obras ascendió a 4 millones de euros, de los que el Ministerio de Educación, Cultura y Deporte pagó 2,3 millones y el Consorcio Ibiza Patrimonio de la Humanidad el resto.
Durante las obras de remodelación se encontraron unos restos arqueológicos que datan del siglo VII a. C., las más antiguas encontradas en Ibiza, y por eso se decidió dedicarles un espacio dentro del nuevo museo.
Se reinauguró el 27 de abril de 2012 con una exposición de Miquel Barceló y Barry Flanagan, además de una selección de obras del fondo de la colección.

## Colección
La colección permanente del museo es una colección de arte contemporáneo hecho en las islas durante los años 60 del siglo XX, con obras de artistas de diversas procedencias. En la sala principal de la colección permanente el especial interés es una serie de obras de artistas internationales del Grupo Ibiza 59. Artistas que vivían y trabajaban en Ibiza en los años 50-60 como Erwin Bechtold, Erwin Broner, Hans Laabs, Katja Meirowsky, Bob Munford, Egon Neubauer, Antonio Ruiz, Carlos Sansegundo, Bertil Sjöberg y Heinz Trökes.
Dentro la colección permanente también destaca una interesante colección de carteles de la extinta galería de Carl van der Voort, procedentes de la donación hecha por él mismo en 1997 en el museo, entre los que destacan los grabados de Gilbert Herreyns, que llegó a la isla contratado por Carl van der Voort
También dispone de una colección de grabados proveniente del certamen Ibizagrafic centrado en las técnicas tradicionales de estampación y su relación con las nuevas tecnologías.